# 左門豊作
左門 豊作（さもん ほうさく）は、梶原一騎原作・川崎のぼる作画の野球漫画・アニメ『巨人の星』に登場する架空の人物。熊本県出身、右投げ右打ち、右翼手。声優は兼本新吾（TV版・劇場版）、桜井敏治（まんがビデオ版）、川津泰彦、渡部猛（CM）。

## 来歴
飛雄馬が高校時代より縁を持った、熊本出身の巨漢スラッガー。幼い弟妹達を育てる為に野球にかけるハングリーな精神が強さの秘訣。星が放つ魔球の最初の餌食になることが多い。
初登場シーンは球場の外を歩いていた彼が、花形の打った場外ホームランボールをとっさに球場内へ打ち返すというセンセーショナルなものであった。たまたま同じ場所にいた飛雄馬と伴がこれを目撃する、という展開でこの左門が飛雄馬の強力なライバルとなるための伏線として描かれた。

### 生い立ちから飛雄馬との初対決まで
星飛雄馬が青雲高校1年のとき、左門豊作は熊本農林高校野球部の主将（おそらく高校3年）だったので飛雄馬より2年先輩。飛雄馬が昭和26年度生まれとすれば左門豊作は24年頃に生まれたことになり、花形満、伴宙太も同学年である。
両親が早くに他界した為、親戚宅に身を寄せながら2人の妹（ちよ、みち）に3人の弟（二郎、まさひろ、三郎）達を養わなければならなかった。野球だけでなく農作業や勉学にも励み、電灯すら使わせてもらえない過酷な環境の下、月明かりで夜遅くまで猛勉強したため視力が低下し、極度の近眼になった。トレードマークの眼鏡をかけるようになったのはこの頃。学業成績は優秀であったが、親戚に養われている身分ゆえに、高校進学などは夢のまた夢であったところ、幼い弟・妹たちが「あんちゃんを高校に行かせてやってください！僕たちが代わりに働きます！」と直訴して熊本農林高校への進学が叶う。3年生の夏の大会で主将として甲子園出場を果たす。高校時代はその鍛えぬかれた肉体から生み出される「弾丸ライナー」の打球から同郷の名士・川上哲治（当時巨人軍監督）の再来と騒がれたが、甲子園大会準決勝で飛雄馬を擁する東京都代表・私立青雲高校に敗れる。飛雄馬は試合前に牧場春彦から左門の悲惨な生い立ちを聞いており、伴からの余計な一言によってマウンドでそれを思い出して泣いてしまい、制球力が乱れ、左門に四球を与えた。しかし結果として後続打者を連続三振に打ち取ったので、これは強打者を歩かせて残塁にする作戦と同じである（飛雄馬は続く決勝で勝利のために恥を忍んで花形を歩かせた）。次の左門の打席でヒット性の一打を放つも飛雄馬が捕球、しかし折れたバットが飛んで飛雄馬が利き手で叩き落とし、親指を負傷、これが次の決勝で敗れる一因となった。

### プロ入団
甲子園ではその能力は各プロ野球団スカウトの目にも止まり、決勝進出こそ出来なかったものの最終的には読売ジャイアンツ（巨人）と大洋ホエールズから誘いを受ける。特に巨人の川上監督は左門の弾丸ライナーを自分の現役時代に重ね合わせ、花形と同様に左門の獲得も目指す（川上哲治と左門豊作は同じ熊本県出身）。しかし、星飛雄馬が巨人の入団テストに合格し、星と勝負をするため花形が巨人の誘いを蹴って阪神タイガース入りを表明した直後、左門も同じ理由で敢えて契約金では巨人より低額だった大洋ホエールズへの入団を表明し、宿願のプロ野球選手となる。この際、多摩川に程近いアパートに親戚宅から妹弟達を呼び寄せ、遂に家族だけの生活を取り戻すことが出来た。長年の夢を果たした左門は新しい夢「星飛雄馬打倒」に全力を燃やし、速球投手時代の飛雄馬を見事打ち崩した。牧場の何気ないつぶやきから飛雄馬の球質の欠点のヒントを得て、投球記録を自ら調べ上げるなど、極めて洞察力に優れた研究熱心な理論家の側面を持つ。大リーグボール誕生後も数々の特訓を積むが、それまでの様にはいかず、ようやく打法を完成させたと思ったら花形、オズマに先を越されてしまうという悲運を重ねていく。
大リーグボール2号（消える魔球）を花形が本塁打した夜、彼は悔しさのあまり自棄をおこして新宿で慣れない放蕩行為を行っていた。そんな時、不良少女集団「竜巻グループ」の毒牙に引っかかり痴漢呼ばわりされる。偶然通りかかった飛雄馬に窮地を救われたが、左門は竜巻グループの美しき女リーダー・京子のキップの良さに“都会の女”を感じ、思わず恋心を抱いてしまう。京子自身は飛雄馬に淡い思慕の情を見せていたが、その直後、飛雄馬は禁断の魔球・3号に手を染めてしまった。
自分の選手生命が長く無いことを知った飛雄馬は左門の京子への想いを悲恋に終わらせない為に、いち早く京子からわざと嫌われる様な行為をして（これは原作にはないが、原作では飛雄馬はこの時期、マスコミやファンへの態度が冷淡になっている）身を引き、更に最後の登板となるであろう中日戦を前に3号の秘密と自身の破滅が不可避であることを左門への書簡にしたため、同時にその書簡で京子に勇気を出してプロポーズするように勧める（この書簡は左腕投手としての飛雄馬の“遺書”とも言えるものであり、自身の姿を武士道における「諫死」になぞらえたてしたためた文として知られている）。左門から全てを聞いた京子は飛雄馬の最後の願いに応えるため、そして左門の愚直な愛情を受け入れ、翌年（1971年）オフ、二人は結婚に至った。
『巨人の星』アニメ版では星飛雄馬から左門への書簡は「明子姉ちゃんと伴の仲を取り持ってほしい」という頼みに変更され、アニメ版最終回のラストシーンでも左門と京子の結婚式は省かれている。ところが『新・～』のアニメ版で左門が過去を回想したシーンでは原作の設定に戻り、飛雄馬は左門に「京子さんに告白してくれ」と書いている。左門は線路の上の陸橋で京子に飛雄馬からの手紙を「これは星君の遺書ですたい」と言ってそのまま見せ、求婚したことになっている。

### 結婚以後、グラウンドでライバルたちとの再会
左門と京子の結婚式では、左門の弟・妹たちと一緒に、一徹、明子、伴、花形、牧場が同じ壁を背にして一堂に会していた。「ごく近親者だけ」で挙行され、大洋関係者なども見られなかった。なお、一徹と伴が左門の結婚式を回想する場面では、教会の外の飛雄馬も描かれている。
教会での左門と京子の結婚式は、原作の「エピローグ」では夜に行われていたが、『新・～』回想シーンでは昼間で、上記出席者のうち、牧場だけ省かれていた。
飛雄馬失踪後も引き続き弟妹たちの面倒を見る為、ライバル達の中では唯一現役選手としてプロ野球界に留まり、引き続き大洋に所属している。代打要員としてプロ野球復帰を目指す飛雄馬が空白の期間を埋める為、伴から対戦するセ・リーグの投手たちの球筋や癖を克明に記したメモ（通称「左門メモ」）の貸し出しを懇願された際には一度は拒絶するものの、伴が「巨人の投手のデータは不要」と口を滑らせたことから飛雄馬の存在を察し、最終的にはこのメモを差し出した。
原作の星の打撃練習に出てくる限りでは、この「左門メモ」に書かれたデータは「中日・星野仙（一）のナックル」、「広島・外木場のシュート」、「阪神・古沢のスライダー」、「ヤクルト・松岡のスライダー」などであった。さらに、アニメで星が打者として実戦に参加した場面から見ると、「中日の鈴木」など、ほかの投手のデータも幾つかあったようである。
しかし、当然ながら左門の研究熱心さは飛雄馬が右腕投手として復活すると、逆に飛雄馬にとって脅威となった。左門は京子のことで飛雄馬を恩人と言い、伴へのメモの提供というサービスをしながら、勝負の世界では元をとり、チームに貢献していた。
飛雄馬が代打として復帰したときは、左門が超美技でアウトにしている。飛雄馬が左腕時代の最初の対阪神オープン戦で花形に打たれた球を国松が超美技でアウトにした場面の再現であった。
『新・～』原作で左門が復帰後の飛雄馬にかけた言葉は、スクリュー・スピン・スライディングをシピンとの二重ブロックで受けた直後の「今度はわしが負けたとです」であった。
飛雄馬が右腕投手として復帰し制球力が改善すると、左門は飛雄馬の球種を投球フォームから見抜いて連打し、飛雄馬二軍落ちの原因を作った。これに対し、飛雄馬は「どうして左門だけに打たれたのかわからん」と悩み、王貞治からの指摘で気づいた場面が見られた。
結果としては飛雄馬の投球フォーム改善の切っ掛けを提供したことになり、飛雄馬もあとで左門に感謝するほどで、左門も「まずはめでたか」と安堵している。プロ復帰後の飛雄馬はライバルにホームランを打たれても勝手に降板せず続投する芯の強さを備えており、左門も同様に、飛雄馬の魔球の打倒を花形に先取りされても失望したり家族に八つ当たりするような様子を見せなくなった。結果、左門も蜃気楼の魔球を打ったが、王貞治の美技に阻まれてしまった。アニメの『新・巨人の星II』では花形より先に左門が蜃気楼ボールを打って本塁打となっているが、これは偶然打てた結果に近かった。

## 人物像

### 野球人として
- 高校時代、熊本から横浜まで青雲と紅洋の対抗戦を視察に行くほどの研究家。星飛雄馬の速球を初めて客席で観たとき、文字が揺れて、書き直した。ここでバックスクリーンでは「星」という姓だけ、アナウンスでは当然、「ほしひゅうま」という読みだけだったが、左門は「星飛雄馬」という当て字的な漢字を正確に書いた。
- 大洋在籍時の背番号は99。現実の大洋（→横浜→横浜DeNA）では高木由一コーチ（『新・巨人の星』時代は現役外野手として在籍し、当時の背番号は63→6）が初めて使用、その後は主にコーチやチームスタッフの背番号として使われていた。2007年以降は横山道哉（投手・2007年～2009年）・中村紀洋（内野手・2011年～2014年）ネフタリ・ソト（内野手・2018年～2023年）マイク・フォード（内野手・2024年）と現役選手の着用が続いている。

### 貧困の影響らしき一面
- 大変な苦労をして育った為、礼儀正しく寡黙。基本的に感情は表に出さない。他の登場人物がしばしば感涙を流すのに対し、左門が涙を流したのは少年時代に両親を亡くした時を除けば、『新・～』の76年のオールスター戦で飛雄馬が右で遠投を見せた時右投手としての復活を予感した嬉し涙ぐらいである。花形と飛雄馬は逆に年上に対して敬語を使わないことが多いのに対し、左門は花形は勿論、年下の飛雄馬にすら敬語を使う。弟・妹たちのスパイ行為を許さなかった逸話は有名。そして大変な節約家で、高校野球選抜でハワイに赴くとき新幹線代を節約したらしく、一部、在来線に乗った可能性がある。帰国するオズマをライバル全員で見送った帰りも、花形がマイカー、飛雄馬がタクシーを使用したのに対し、運賃の安いモノレールで帰宅した。
- 自宅アパートまでスパイクのまま帰宅しておりスパイクの刃が痛むことを全く気に留めていない。正月にも拘わらず自宅でユニホームのままコタツに入る（「100－84＝16」に気づいた文庫9巻「危うし!消える魔球」での描写だが、アニメ化された第137話「消える魔球の手がかり」では私服姿であった）。アパートの全窓と電球傘には全てひびが入っている。極貧生活のため余暇には全く興味を示さず、初めてのボウリング大会ではボウリングのボールをとんでもない方向に投げた。柳田理科雄が『空想科学[漫画]読本』で左門の腕力を検証している。
- 飛雄馬は極貧の生活を送った者同士として左門にある種のシンパシーを感じているらしく、同情と思われない程度に気を使っている模様。先に述べた“書簡”を左門に送る少し前、あるコマーシャル出演の依頼を受けた際、出演条件として「左門との共演」を提案し、当初クライアントは「（左門は）絵にならない」と難色を示したが、飛雄馬が左門の置かれた状況を話すと態度を一変し快諾した[2]（この条件は一応左門には伏せられたが、星からの速達が届いたとき、妹・ちよは飛雄馬をCMの件で「恩人」として感謝している）。
- アニメ版では食べ物にも頓着せず、南京虫がたかっているパンなども平気で口にする。
- 『新・～』では庭付きの一戸建て住宅に移り住み、弟・妹達のベッドや一家お揃いのジャージを買い揃える（ジャージを着ての早朝ジョギングが日課となっている）など、無印に比べ幾分か経済的余裕ができたと推測できる描写が見られる。一方、シーズンオフに一家を中華料理店に連れて馳走した帰り道、ちよが「喫茶店でケーキを食べたい」と提案すると、他の弟・妹たちが賛同し京子も認める中で左門は一人だけ「初心忘るべからず、贅沢ば覚えるときりがないけん」と反対した[3]。

### その他
- 外見は眼鏡に団子鼻でやや肥満体型であり、『新・～』になっても吹出物が無くなった以外は特に変化はない。
- 身長、体重などは不明だが、『新・～』での一徹の言により、左門とシピンの体重の合計が160キログラムを超えるとされている。ベースボール・マガジン社の「決定版日本プロ野球外国人選手大鑑」（2002年刊）によると、シピンの体重は73kg。
- 左門が飛雄馬、京子と3人で彼女の行きつけのクラブに入ったとき、左門はアルコールなしの飲料を飲み、飛雄馬と京子が酒を飲んだので、左門は「お互い未成年だろう」と注意した。また、左門はその前のシーンで映画館に入る前に「酒ば飲めたらどげん楽か（酒が飲めたらどんなに楽か）」と独白しており、成人となっても飲酒はしていなかった模様。結婚後も、1975年に伴と料亭で会食した際、「星くんの消息がわかるまで酒を絶っている」と言っている。
- 甲子園で飛雄馬と初対決する前日、部員が牧場を青雲高校のスパイと認識し、左門も最初はそう誤解したが、牧場の言葉を聴き、目を見て誤解を解いた。しかし、勝負の世界の厳しさを教えるため牧場に生い立ちを語り、それを牧場から聴いた飛雄馬は戦意喪失した。
- 話す時はカメラが向いていても絶えず九州弁であり（何故か、きょうだい達は標準語）、原作では京子たちの罠にはまった時の弁明の場で、その独特の訛りの強さゆえに、偶然同じ場（映画館）にいた飛雄馬には直ぐに左門とわかった程。
- 勉強も優秀であり、学生時代は首席だった。弟妹達の話では、数学が特に得意だったとのこと。アニメ版新巨人の星の終盤では、蜃気楼ボールの原理も多少時間はかかったが理解し、その元になっているソニックブーム現象も理解したほど（その場にいた大洋の関係者は左門に簡単に説明してもらえるまで理解できなかった）。
- 2010年、NTT番号情報株式会社が運営するiタウンページのプロモーションキャラクターとして左門豊作など巨人の星登場キャラクターを使用した。
- 京楽産業.のパチンコ「CRびっくりぱちんこ巨人の星」のテレビCMではハリセンボンの近藤春菜が左門に扮した。

## 花形満と比べたライバルとしての位置
左門が速球時代の飛雄馬の弱点を見抜いて打倒し、魔球の打倒は花形満という展開は『新・巨人の星』まで続いた。全体的に地味で損な役回りと観られることが多い。
花形満は重要なキャラクターなので、例えば大リーグボール1号との対戦も多く、1968年秋の巨人対阪神戦で予告ホームランする前後に何度も対戦しているのに、左門は1号との対戦は公式戦初使用の1打席のみ。一方、花形がバット隠しや顔の前に構える手などを使って敗れ、オールスター後に雪辱を果たし、改良後の1号とも対戦する機会に恵まれたことと比べ、左門は星と対戦するチャンスの上で損をしている。
日高美奈没後の第二部で、星は69年上半期に復活大リーグボール1号でアトムズ、広島を破り、対戦相手不明の試合も含めて連勝し、それから対阪神戦での花形の擬似オズマ打法、続く対中日戦でオズマの見えないスイングを相手にしている。しかし、大洋、左門との対戦は描かれていない。 
また、大リーグボール2号（消える魔球）に至っては、1969年のシーズン終盤に登場し、花形も左門も対巨人戦の最終カードだった模様。年明け直後のオフに行なわれた非公式の対戦では左門が立ち向かうが、伴に打撃妨害され、1970年のシーズンでは日程の都合で伴、花形の両者に先を越される結果となる。
3号の場合、話の中心が飛雄馬対一徹＆伴コンビに移っていた模様で、左門、花形ともに2打席ずつ描かれて終了。アニメでは星対左門の非公式の対戦が追加された。
以上のような事情で、左門は星との対戦が少なく、きょうだい（妹、弟）たちのスパイ行為を許さない哲学や、電話で花形の誤解を戒める役、京子との逸話など、「魔球打倒」以外の役割が多い。しかし、その結果、星との対戦数に対する打率では花形より左門のほうが勝っている（河崎実、豊福きこうの研究本に詳細あり）。オズマも対星飛雄馬では打率が高いのだが、それは飛雄馬を破った場面以外の対戦、敗北、凡退が（花形のそれより）少ないからで、左門も同様である。
なお、左門は『新・巨人の星』でも蜃気楼の魔球の打倒では花形に先を越されるが、最終回での星の対戦相手は左門となった。これも、『新・～』では星がライバルに本塁打を打たれても投げ続けるよう、「成長」した結果である。他の箇所にあるように、アニメ『新・巨人の星II』では左門が先に偶然、蜃気楼ボールを打っているが、飛雄馬は魔球を投げ続け、花形に「つばめ返し打法」で攻略される。原作と異なり、アニメでは花形は蜃気楼打倒と引き換えに負傷で戦線離脱し、飛雄馬は最終回で過去の魔球を復活させて巨人の勝利に貢献した。ちなみに、星飛雄馬は、左腕時代に左門も含めたライバルに打たれたヒットがほとんど本塁打だけ（花形相手の失策が1つ、最終回の伴の一塁クロスプレーはアウトと考えた場合）なのに対し、右腕投手になると安打を打たれてもシングル・ヒットと三塁打の間に抑えることが増えている。